# Огородник, Дмитрий Борисович
Дми́трий Бори́сович Огоро́дник (бел. Дзьмітры Барысавіч Агароднік; 11 июня 1978, Зельва, Гродненская область, БССР, СССР)— белорусский футболист, выступавший на позиции нападающего. В 2000 году призывался в сборную Беларуси и провёл в её составе один матч. Выступал за петербургский «Зенит» в чемпионате России по футболу, сыграл один матч в Кубке УЕФА 2002/2003.

## Карьера
Огородник начинал карьеру футболиста в белорусском клубе КПФ из Слонима в сезоне 1994/95. 16-летним школьником он подъезжал на игры из соседней Зельвы. В перволиговом клубе Дмитрий провел 13 матчей, в которых отличился 5 раз. Юношу приметили и перед однокруговым сезоном 1995 года он выбрал «Днепр» из Могилёва с дальнейшим прицелом на учебу. За эту команду он выступал с 1995 по 2000 годы. Самым результативным сезоном для белорусского нападающего стал 2000 год, когда футболист в 15 встречах чемпионата Беларуси забил 13 голов.
В том же году состоялся переход Огородника в российский «Зенит». Дебют игрока в чемпионате России состоялся 13 августа 2000 года в матче с московским «Торпедо», в котором петербуржцы победили со счётом 2:1. Первый мяч в высшем дивизионе страны белорус забил в игре с «Локомотивом» из Москвы, но москвичи одержали победу 2:1. 14 октября в матче с самарскими «Крыльями Советов» гол Огородника, вышедшего на замену после второго тайма, позволил «Зениту» одержать минимальную победу над соперником. Помимо основной команды, белорусский форвард провёл несколько игр за «Зенит-2» из Второго дивизиона зоны «Запад». Дубль белоруса 24 сентября 2000 года помог резервной команде из Петербурга одержать победу над «Локомотивом-2».
В следующих двух сезонах Огородник появлялся на поле только 4 раза, после чего покинул «Зенит» и в 2003 году перешёл в «Металлург» из Липецка. Форвард перестал забивать голы, что послужило причиной его перехода в петербургское «Динамо», выступавшее в Первом дивизионе ПФЛ. В сезоне 2003 в семи матчах он смог отличиться лишь однажды.
В 2004 году подписал контракт с «Газовиком», но его карьера там тоже не заладилась. Спустя сезон Огородник вернулся на родину, поиграл за несколько белорусских клубов («Неман», «Днепр-Трансмаш» и «Верас»), а в 2008 году завершил спортивную карьеру. Сейчас тренирует юношескую команду ФК «Неман» 2003 года рождения.

### В сборной
| № | Дата            | Оппонент | Счёт | Голы | Пасы | Карточки | Минуты  | Соревнование      |
| - | --------------- | -------- | ---- | ---- | ---- | -------- | ------- | ----------------- |
| 1 | 16 августа 2000 | Латвия   | 0:1  | —    | —    | —        | 45' 46' | Товарищеский матч |

Итого: сыграно матчей: 1 / забито голов: 0; победы: 0, ничьи: 0, поражения: 1.